# Канале-Монтерано
Канале-Монтерано (італ. Canale Monterano) — муніципалітет в Італії, у регіоні Лаціо,  метрополійне місто Рим-Столиця.
Канале-Монтерано розташоване на відстані близько 45 км на північний захід від Рима.
Населення — 4246 осіб (2014).

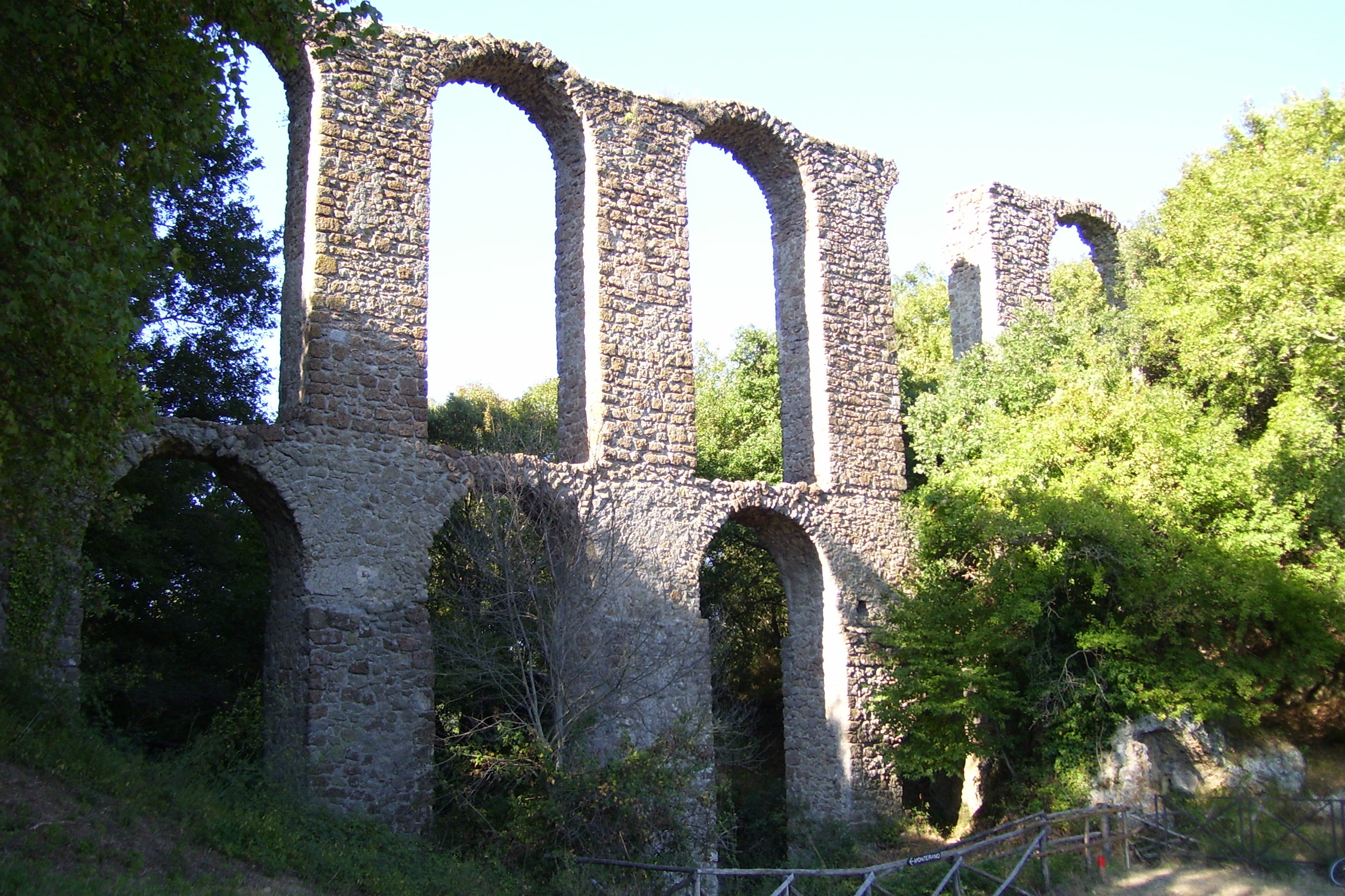

Щорічний фестиваль відбувається 24 серпня. Покровитель — святий Варфоломій.

## Демографія
Населення за роками:

Станом на 1 січня 2023 року в муніципалітеті офіційно проживало 249 іноземців з 40 країн, серед них 132 громадяни країн Євросоюзу та 11 громадян України.

## Сусідні муніципалітети
- Манціана
- Оріоло-Романо
- Тольфа
- Веяно